# Понятие
Понятието е една от основните форми на мислене, в която обобщено са представени съществените признаци на предмети и явления. Функциите на понятието са да разделя, идентифицира и класообразува. Понятието е продукт и средство на мисленето. Същността на понятието се разкрива в съжденията. То представлява определение на даден предмет и може да се срещне в учебниците.